# Vuk (bok)
Vuk är en ungersk barnbok av István Fekete, som publicerades 1965. Boken handlar om en ung rävs liv, och filmatiserades med titeln Vuk - Den lilla rävungen 1981.